# Maria Tomásia Figueira Lima
Maria Tomásia Figueira Lima (Sobral, 1826 - 1902) fue una aristócrata y abolicionista brasileña. En 1882, junto a Elvira Pinho y otras mujeres, participó en la fundación de la Sociedade das Senhoras Libertadoras ou Cearenses Libertadoras, cuyo objetivo era luchar por la abolición de la esclavitud, organización de la que también fue su presidenta. Esta agrupación se transformó en la primera en su tipo que fue conformada y liderada exclusivamente por mujeres.
Maria Tomásia perteneció a las familias tradicionales Figueira de Melo, Xerez y Viriato de Medeiros, y contrajo matrimonio con el también abolicionista Francisco de Paula de Oliveira Lima.